# 李秀姬
李秀姬（：／ Lee Soo-hee，1970年12月10日—）是大韓民國保守派的政治人物，現任首爾特別市江東區區廳長。

## 經歷
2008年任首爾設施管理公社外部理事、第17屆總統過渡委員會司法行政分科委員會顧問委員。進步新黨候選人朴龍鎮獲得11%的選票，雖然身處新城熱潮的地區，卻以4000票的優勢敗給統合民主黨候選人崔奎植，落選。
2018年，在金秉俊擔任委員長的自由韓國黨緊急應對委員會成立時，被任命為緊急委員會委員。
在2020年第21屆全國大選中，以未來統合黨首爾江東區國會議員候選人的身份參選，但再次以3.8%的劣勢敗給了議員陳善美。
落選後，他在家所在的江東區吉洞開了一家律師事務所。
2022年5月3日，當選國民力量江東區區長候選人。  6月2日，在第8次全國和地方同時舉行的選舉中，輕鬆擊敗民主黨的楊俊旭，當選江東區區長。